# Watson (Nachrichtenportal)

Newsdesk in der Redaktion in Zürich

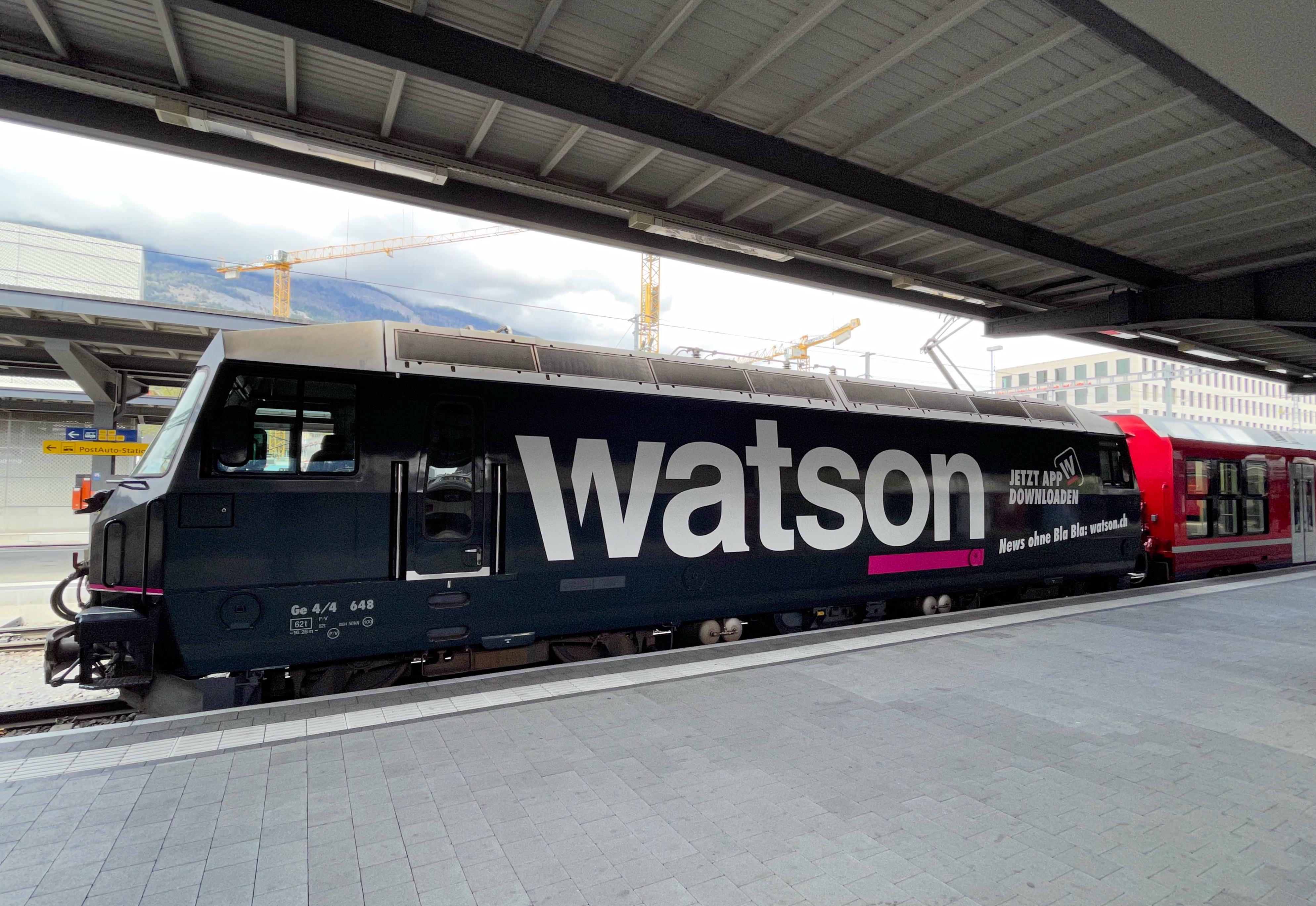
Werbung auf einer Lok der RhB

Watson (Eigenschreibweise watson, vom englischen Ausdruck What’s on? für «Was gibt‘s Neues?») ist ein Schweizer Nachrichtenportal, das seit dem 22. Januar 2014 online ist.
Verlegerin ist die ursprünglich von Hansi Voigt (ehemaliger Chefredaktor von 20 Minuten Online) gegründete FixxPunkt AG. Deren Mehrheitseigner war vorerst die AZ Medien AG des Aargauer Verlegers Peter Wanner, der auch die Anschubfinanzierung von 20 Millionen Franken sicherstellte. Im Jahr 2023 übernahm CH Media die Mehrheit. Seit 2019 besteht eine Content-Partnerschaft mit Zeit Online und t-online.de. Sie löste die Partnerschaft mit Spiegel Online ab.

## Geschichte
Im April 2016 verliess der Gründer und geschäftsführende Chefredaktor Hansi Voigt Watson und wurde als Geschäftsführer durch Michael Wanner, den Sohn des Verlegers Peter Wanner, ersetzt. Der neue Chefredaktor wurde zum 1. Juli 2016 Maurice Thiriet. Laut ursprünglichem Geschäftsplan hätte die Gewinnschwelle 2017 erreicht werden sollen. Der Geschäftsführer ging im Januar 2018 davon aus, dass sie 2019 erreicht werde. 2020 konnte das Unternehmen erstmals schwarze Zahlen vermelden.
Das Projekt startete 2014 mit einer Belegschaft von insgesamt 55 Personen, von denen 40 Voigt von 20 Minuten Online zum neuen Unternehmen folgten. Journalisten von Watson wurden in verschiedenen Jahren vom Branchenmagazin Schweizer Journalist zum «Journalisten des Jahres» ausgezeichnet: Hansi Voigt (Chefredaktor des Jahres, 2015), Philipp Löpfe (Wirtschaftsjournalist, 2015), Maurice Thiriet (Chefredaktor, 2019), Sarah Serafini (Reporterin, 2020), Simone Meier (Kultur, 2020), Petar Marjanović (Newcomer, 2021).
In den ersten elf Monaten des Jahres 2018 erreichte Watson zwischen 1,5 und 1,8 Millionen Unique Clients, zwischen 10,3 und 12,4 Millionen Visits und zwischen 69 und 85 Millionen Page Impressions monatlich.
Im Jahr 2023 übernahm CH Media die Mehrheit an der FixxPunkt AG. Im Juli 2023 wurde die Zürcherin Nadine Sommerhalder neue Chefredaktorin. Der bisherige Chefredaktor Maurice Thiriet stieg zum Geschäftsführer auf und ersetzte Michael Wanner, der CEO des Verlagkonzerns CH Media wurde.

## Watson Romandie
Im März 2021 startete Watson seinen französischsprachigen Ableger in der Romandie am Standort Lausanne, mit Sandra Jean als Chefredaktorin, zuletzt Redaktionsdirektorin bei Le Nouvelliste. Indes wurde der Verwaltungsrat der FixxPunkt AG durch den Westschweizer Peter Rothenbühler ergänzt. Jean verliess das Unternehmen im Oktober desselben Jahres.

## Watson Deutschland
Die deutsche Lizenzausgabe von Ströer Media startete am 22. März 2018 mit Gesa Mayr als Chefredaktorin. Mayr verliess am 8. November 2018 die Redaktion, die anschliessend kommissarisch von Arne Henkes geleitet wurde. Neue Chefredaktorin wurde am 1. April 2019 Kinga Rustler, die am 1. Januar 2022 von Swen Thissen abgelöst wurde. Die deutsche Ausgabe ist redaktionell und inhaltlich vom Schweizer Nachrichtenportal getrennt. Im März 2021 erreichte watson.de 9,76 Millionen Unique User.